# Pseudo-Apolodoro

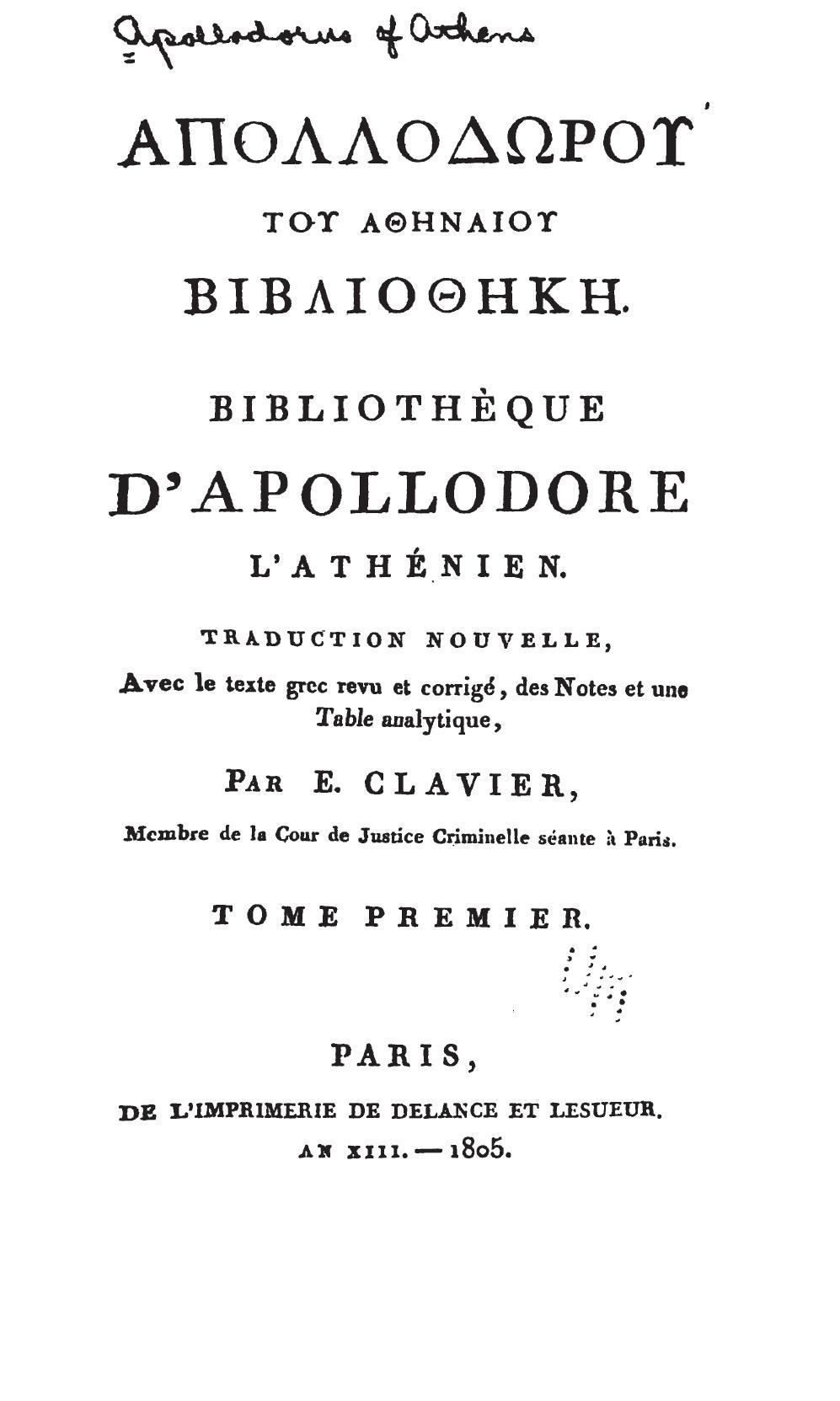
Biblioteca de Apolodoro.

Pseudo-Apolodoro es el nombre que se da actualmente al autor del compendio sobre mitología griega titulado Biblioteca (Βιβλιοθήκη), también conocido como Biblioteca mitológica,  una obra atribuida anteriormente a Apolodoro de Atenas (del siglo II a. C.). No sabemos nada de su vida ni si escribió otras obras. Se considera que el texto que se le atribuye fue escrito en el siglo I o II d. C.
La Biblioteca es una especie de resumen de la mitología griega y constituye una de las fuentes más completas y más útiles sobre el tema.